# Cornelius Vanderbilt II

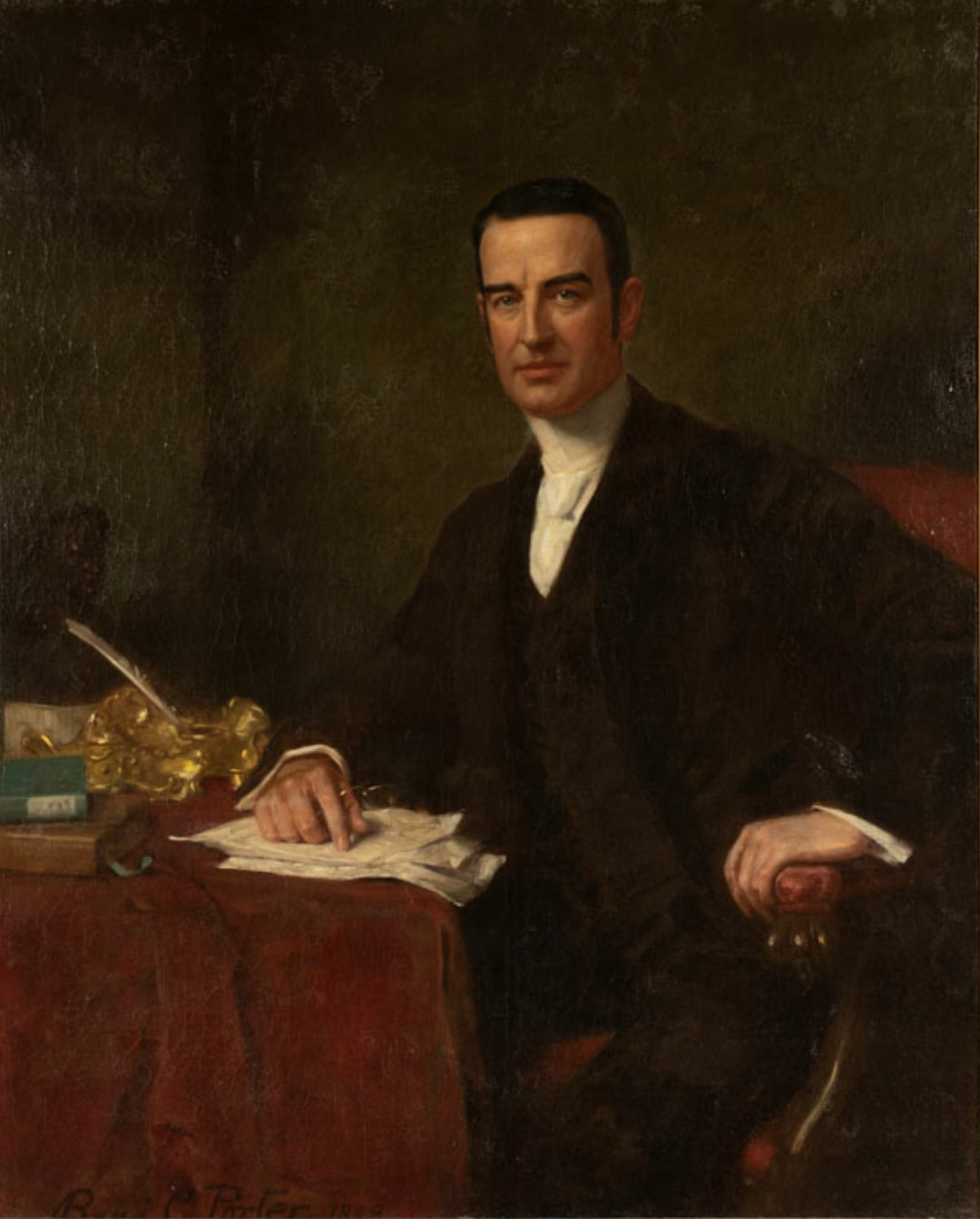
Cornelis Vanderbilt II (1843-1899)

Cornelius Vanderbilt II (New York, 27 november 1843 – aldaar, 12 september 1899) was een lid van de steenrijke Amerikaanse familie van Nederlandse afkomst Vanderbilt. Hij was een prominent sociaal figuur en zakenman.
Hij was de favoriete kleinzoon van de stichter van het familie imperium Cornelius Vanderbilt die hem een vermogen van 5 miljoen dollar naliet. Toen zijn vader William Henry Vanderbilt overleed kreeg hij als oudste zoon het grootste deel en wel het gigantische bedrag van 70 miljoen dollar. In 1885 volgde hij tevens zijn vader op in diens (spoorweg)ondernemingen zoals de New York Central. Hij gaf tijdens zijn leven veel geld weg aan goede doelen, waardoor zijn vermogen niet verder is gegroeid.
Hij had de reputatie van een harde werker, totdat een hartaanval of beroerte hem in 1896 dwong rustiger aan te doen. In 1867 trouwde hij met Alice Claypoole Gwynne (1845-1934) en ze kregen vier zonen en twee dochters. Na zijn overlijden stond zijn broer William Kissam Vanderbilt aan het hoofd van de familie.
Zijn imposante huis in de Franse kasteelstijl aan de Fifth Avenue is inmiddels gesloopt, maar zijn vakantiehuis in Italiaanse stijl The Breakers te Newport op Rhode Island bestaat nog als herinnering aan zijn levensstijl.
Toen Vanderbilt in augustus 1880 in het Amstelhotel in Amsterdam logeerde, maakte hij van de gelegenheid gebruik om voor vele duizenden guldens Delfts en Japans porselein te kopen bij de lokale antiquairs.

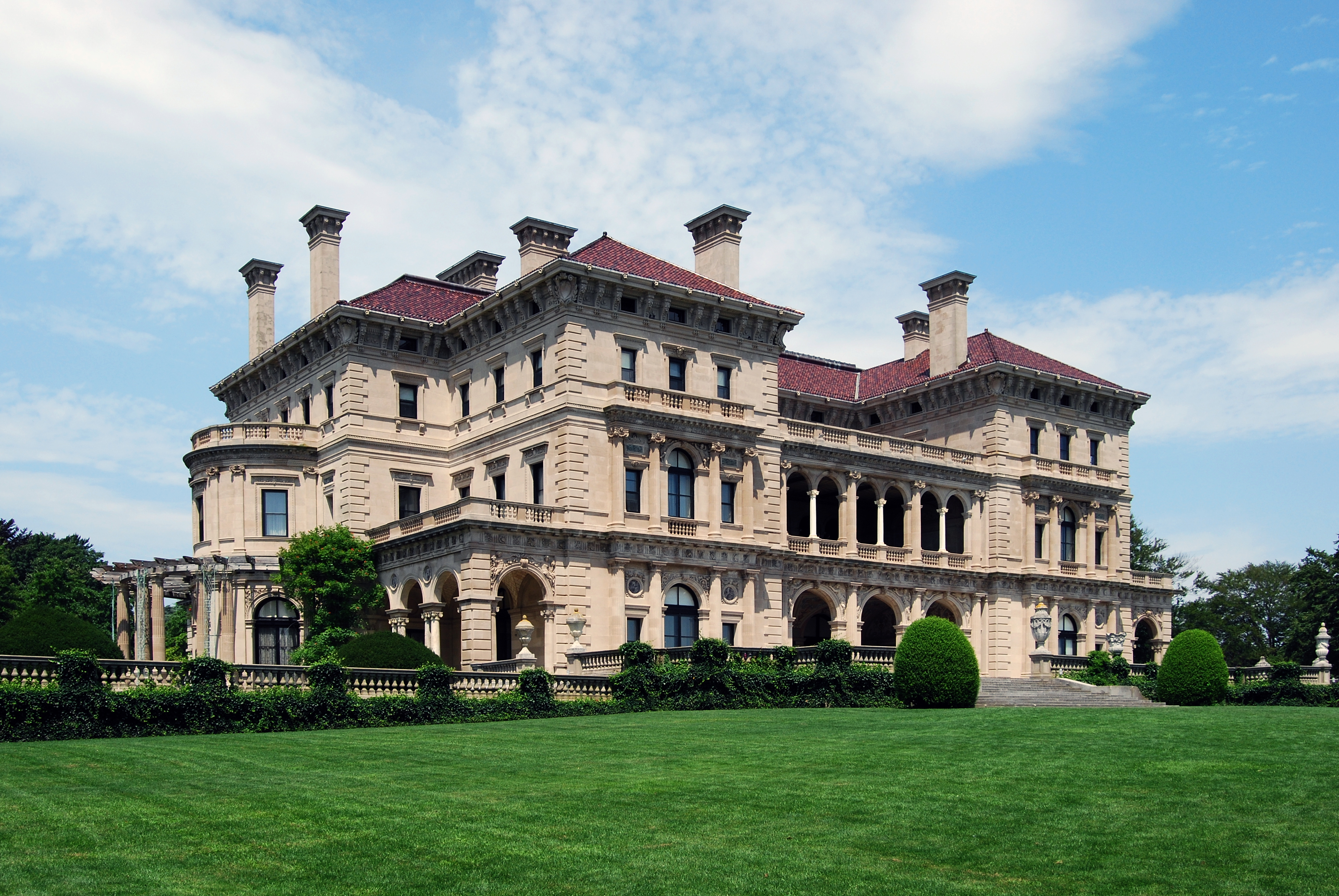
Landhuis The Breakers